# ببین حالا کی حرف می‌زنه
ببین حالا کی حرف می‌زنه (به انگلیسی: Look Who's Talking Now) فیلمی است محصول سال ۱۹۹۳ و به کارگردانی امی هکرلینگ است. در این فیلم بازیگرانی همچون جان تراولتا، کریستی آلی، دیوید گلگر، تابیتا لوپین، دنی دویتو، دایان کیتن، لایست آنتونی، جورج سگال، المپیا دوکاکیس، چارلز بارکلی، باب برگن، نیک جامسون و پاتریشیا پریس ایفای نقش کرده‌اند.
این فیلم دنباله فیلم‌های ببین کی داره حرف می‌زنه و ببین دیگه کی داره حرف می‌زنه است.